# František Provazník
František Provazník (7 de febrero de 1948) es un deportista checoslovaco que compitió en remo.
Participó en los Juegos Olímpicos de Múnich 1972, obteniendo una medalla de bronce en la prueba de cuatro con timonel. Ganó una medalla de bronce en el Campeonato Europeo de Remo de 1973.

## Palmarés internacional
| Juegos Olímpicos   | Juegos Olímpicos | Juegos Olímpicos  | Juegos Olímpicos   |
| Año                | Lugar            | Medalla           | Prueba             |
| ------------------ | ---------------- | ----------------- | ------------------ |
| 1972               | Múnich (RFA)     | Medalla de bronce | Cuatro con timonel |
| Campeonato Europeo |                  |                   |                    |
| Año                | Lugar            | Medalla           | Prueba             |
| 1973               | Moscú (URSS)     | Medalla de bronce | Cuatro con timonel |